# دوا ليبا
دوا ليبا (بالإنجليزية: Dua Lipa، تلفظ: دوَا ليپَا؛ وُلدت في 22 أغسطس 1995)، هي مغنية وكاتبة أغانٍ وممثلة بريطانية من أصول ألبانية. حازت على العديد من الجوائز المرموقة، من بينها سبع جوائز "بريت" وثلاث جوائز "غرامي".
بدأت ليبا مسيرتها المهنية كعارضة أزياء قبل أن تتجه إلى الغناء، حيث وقّعت عقدًا مع شركة "وارنر برذرز" في عام 2014. أصدرت ألبومها الأول الذي حمل اسمها "دوا ليبا" عام 2017، واحتل المركز الثالث في قائمة ألبومات المملكة المتحدة، وضم أغانٍ بارزة مثل "كن الوحيد " (Be the One)، و"لا أهتم إطلاقًا" (IDGAF)، والأغنية الشهيرة "قواعد جديدة" (New Rules) التي احتلت المركز الأول في المملكة المتحدة. حصلت ليبا في عام 2018 على جائزتي "بريت" لأفضل فنانة بريطانية منفردة وأفضل موهبة بريطانية صاعدة.
أصدرت في عام 2018 بالتعاون مع كالفين هاريس أغنية "قبلة واحدة" (One Kiss)، التي أصبحت الأغنية الأعلى مبيعًا في المملكة المتحدة لذلك العام، وحازت على جائزة "بريت" لأغنية العام. وفي العام التالي، فازت بجائزتي "غرامي" لأفضل فنانة صاعدة وأفضل تسجيل رقص عن أغنية "كهرباء" (Electricity) بالتعاون مع سيلك سيتي.
أطلقت ليبا ألبومها الثاني "نوستالجيا المستقبل" (Future Nostalgia) في عام 2020، والذي أصبح أول ألبوم لها يحتل المرتبة الأولى في المملكة المتحدة، وبلغ المراتب الثلاث الأولى في الولايات المتحدة. وتصدّرت أغنيته الرئيسية "لا تبدأ الآن" (Don’t Start Now) قوائم الأغاني لأطول فترة بالنسبة لفنانة بريطانية في قائمة أفضل عشر أغانٍ في المملكة المتحدة، واحتلت مركزًا في المراتب الخمس الأولى على قائمة "بيلبورد" الأمريكية لأفضل 100 أغنية لعام 2020. استمر نجاح الألبوم مع الأغاني اللاحقة "جسديًا" (Physical)، و"اكسر قلبي" (Break My Heart)، و"التحليق" (Levitating)، التي تصدرت قائمة بيلبورد لأغاني العام في 2021، ونالت شهادة الماسة من رابطة صناعة التسجيلات الأمريكية. كما فاز الألبوم بجائزة "بريت" لأفضل ألبوم بريطاني للعام، وجائزة "غرامي" لأفضل ألبوم بوب صوتي.
واصلت دوا ليبا نجاحها بعد حصولها على المركز الأول في المملكة المتحدة من خلال تعاونها مع إلتون جون في أغنية "قلب بارد (ريمكس بناو)" (Cold Heart - Pnau Remix) عام 2021، ثم أغنية "الرقص طوال الليل" (Dance the Night) من موسيقى فيلم "باربي" (2023)، حيث ظهرت أيضًا كممثلة لأول مرة. في عام 2024، أصدرت ألبومها الثالث "تفاؤل جذري" (Radical Optimism)، الذي تصدّر قائمة الألبومات البريطانية، وكان مسبوقًا بثلاث أغنيات حققت المراتب العشر الأولى في المملكة المتحدة: "هوديني" (Houdini)، و"موسم التدريب" (Training Season)، و"وهم" (Illusion). كما أدّت دورًا مساعدًا في فيلم الجاسوسية "أرغايل" في العام ذاته.

## النشأة
ولدت دوا ليبا في لندن في 22 أغسطس 1995 لوالدين ألبانيين من كوسوفو بعد تركهم لمدينة بريشتينا في التسعينيات.ديانتها و ديانة عائلتها هي الإسلام. التحقت ليبا بمدرسة فنية بشكل جانبي، حتى انتقلت إلى كوسوفو مع عائلتها في عام 2008. وعمل والدها كمغني روك خلال تلك الفترة. بدأت دوا بتسجيل ونشر أغاني لها على يوتيوب لمغنييها المفضلين بعمر الرابعة عشر. عادت ليبا في سن السادسة عشر إلى لندن بحلم أن تصبح مغنية. وبعد فترة قصيرة من عودتها إلى لندن بدأت دوا بالعمل كعارضة.

## وصلات خارجية
- الموقع الرسمي
 (بالإنجليزية)
- دوا ليبا على موقع IMDb (الإنجليزية)
- دوا ليبا على موقع ميتاكريتيك (الإنجليزية)
- دوا ليبا على موقع روتن توميتوز (الإنجليزية)
- دوا ليبا على موقع قاعدة بيانات الأفلام العربية
- دوا ليبا على موقع ألو سيني (الفرنسية)
- دوا ليبا على موقع ميوزك برينز (الإنجليزية)
- دوا ليبا على موقع رولينغ ستون (الإنجليزية)
- دوا ليبا على موقع أول ميوزيك (الإنجليزية)
- دوا ليبا على موقع ديسكوغز (الإنجليزية)
- دوا ليبا على موقع قاعدة بيانات الفيلم (الإنجليزية)